# '74 Jailbreak
'74 Jailbreak er en EP af det australske hårde rock band AC/DC. Albummet indeholder numre fra AC/DC's tidlige dage der ikke har været udgivet på internationale albums. 74 Jailbreak blev udgivet i 1984 i USA, Canada og Japan. Sangen "Jailbreak" blev også udgivet som en single og video. Epen blev genudgivet som en del af AC/DCs kvalitetsforbedret serier. 
Det første spor er fra den australske version af Dirty Deeds Done Dirt Cheap fra 1976, hvor resten af sporlisten er fra den australske version af deres debutalbum High Voltage som blev indspillet i 1974 og udgivet det følgende år.

## Spor (LP)

### Side 1
1. "Jailbreak" – 4:40
2. "You Ain't Got a Hold on Me" – 3:30
3. "Show Business" – 4:43

### Side 2
1. "Soul Stripper" – 6:23
2. "Baby, Please Don't Go" – 4:50

- Sangene fra 1–3 er skrevet af Angus Young, Malcolm Young og Bon Scott.
- Sang 4 er skrevet af Angus Young, Malcom Young og Bon Scott.
- Sang 5 er skrevet af Big Joe Williams.

## Musikere
- Bon Scott – Vokal
- Angus Young – Lead guitar, Rytme guitar
- Malcolm Young – Rytme guitar, Lead guitar, bagvokal
- George Young – Bas guitar
- Tony Currenti – Trommer
- Rob Bailey – Bas guitar, bagvokal på "Baby, Please Don't Go"
- Peter Clack – Trommer på "Baby, Please Don't Go"
- Mark Evans – Bas guitar, bagvokal på "Jailbreak"
- Phil Rudd – Trommer, bagvokal på "Jailbreak"